# Opération Pyrsós
Guerre civile grecque
L'opération Pyrsós, en grec moderne : Επιχείρηση Πυρσός, signifiant en français : Opération torche, est la campagne finale lancée par l'armée nationale du gouvernement grec internationalement reconnu contre les forces communistes pendant la guerre civile grecque. Après le succès de l'opération Pýravlos (en), les forces communistes de la Grèce-Centrale avaient été vaincues et seuls les bastions montagneux de Gramos et Vítsi (el), en Macédoine-Occidentale, dans le nord-ouest de la Grèce, restent sous leur contrôle. 
L'aide yougoslave aux communistes avait pris fin en février 1949 lors de la rupture Tito-Staline. L'Armée nationale lance une attaque de diversion sur Gramos et sa force principale à Vítsi. Cinq jours de combats coûtent la perte de  256 hommes à l'armée nationale. 1 182 communistes sont tués au combat et plus de 1 000 blessés sont évacués au-delà de la frontière albanaise. Le 25 août, après une attaque massive de l'armée nationale avec des avions et de l'artillerie, le gouvernement albanais d'Enver Hoxha coupe son aide aux forces communistes grecques et désarme les communistes grecs sur son territoire. 
L'opération se termine à 10 heures du matin le 30 août. Les communistes grecs se rendent officiellement à la mi-octobre, mettant ainsi fin à la guerre civile grecque. 